# Cobden-Chevalierverdrag

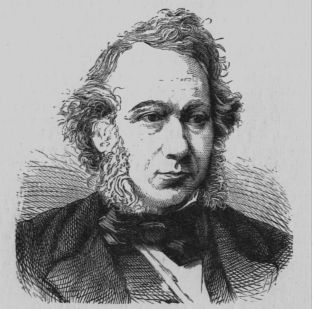
De Britse onderhandelaar Richard Cobden.

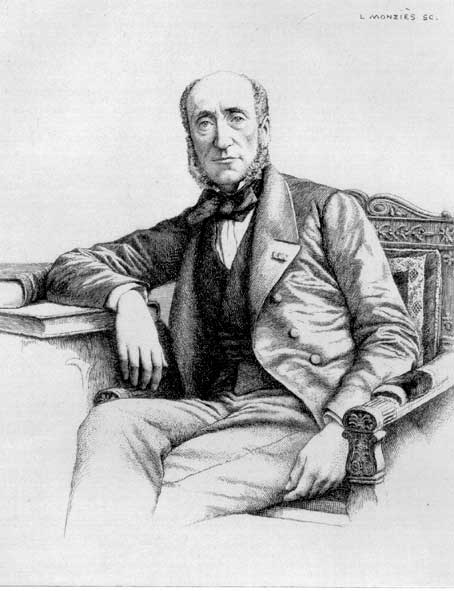
De Franse onderhandelaar Michel Chevalier.

Het Cobden-Chevalierverdrag is een Frans-Brits vrijhandelsakkoord dat op 23 januari 1860 in Londen werd ondertekend tussen het Tweede Franse Keizerrijk en het Verenigd Koninkrijk van Groot-Brittannië en Ierland. Het verdrag schafte de meeste douanerechten tussen beide landen af.
Het verdrag werd van november 1859 tot januari 1860 in het geheim onderhandeld door de Britse politicus Richard Cobden en de Franse econoom Michel Chevalier. Op 23 januari 1860 werd het verdrag in Londen ondertekend. Namens het Verenigd Koninkrijk ondertekenden de Britse ambassadeur in Frankrijk Henry Wellesley en Richard Cobden. De Franse minister van Buitenlandse Zaken ad interim Pierre Jules Baroche en minister van Landbouw, Handel en Openbare Werken Eugène Rouher ondertekenden namens Frankrijk.
Het vrijhandelsakkoord vormde een hoogtepunt in het saint-simonistisch beleid in Frankrijk, maar werd daar door sommigen ook als een nieuwe staatsgreep beschouwd, na de staatsgreep van 2 december 1851 die het pad had geëffend voor de oprichting van het Tweede Franse Keizerrijk.
Op 11 januari 1892 voerde Frankrijk met de Loi Méline nieuwe douaneheffingen in, waarmee het verdrag werd opgezegd en er opnieuw een protectionistisch beleid werd gevoerd.

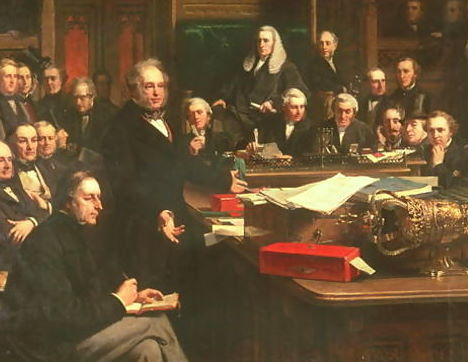
De Britse eerste minister Henry John Temple verdedigt het verdrag in het House of Commons. Schilderij door Thomas Oldham Barlow, 1863.